# (467075) 2016 DM20
(467075) 2016 DM20 es un asteroide perteneciente al cinturón de asteroides, descubierto el 16 de enero de 2005 por el equipo Spacewatch desde el Observatorio Nacional de Kitt Peak (Arizona, Estados Unidos).